# Louise Attaque
Louise Attaque é um grupo musical francês criado em 1994. O estilo de música pode ser descrito entre  chanson e folk rock. O nome do grupo tem sua inspiração na communard libertária Louise Michel.
O primeiro álbum vendeu mais de 2.5 milhões de cópias. O álbum que tem o nome do grupo foi produzido por Gordon Gano, vocalista do grupo Violent Femmes, uma banda que os integrantes do Louise Attaque frequentemente citam como uma influência. 

## História

### Subindo ao topo (1990-2001)

#### Caravage (1990-1994)
O vocalista e guitarrista Gaëtan Roussel e o baixista Robin Feix se conheceram no colégio em Montargis. Eles se mudaram para Paris depois da graduação, onde  encontraram o baterista Alexandre Margraff e formaram uma banda de rock: Caravage (referência ao pintor italiano Caravaggio). Mais tarde, durante as gravações em um estúdio parasiense, a banda precisou de um guitarrista. Acabou encontrando um violinista: Arnaud Samuel.

#### Sucesso de Louise Attaque (1997-2001)
Louise Attaque foi formado em 1994. O nome ("Louise Ataca," em português) se refere a Louise Michel, anarquista do século XIX, e à banda de rock americana, Violent Femmes. O líder do Violent Femmes, Gordon Gano, aceitou produzir o primeiro álbum,  epônimo, que, lançado em Abril de 1997, recebeu uma crítica bastante positiva. Apesar da baixa procura inicial nas rádios, a reputação do grupo cresceu rapidamente, acumulando arranjos inovadores baseados no violino, composições folk/rock e letras inteligentes . No fim do ano, Louise Attaque começou a ser um fenômeno, e, com a ajuda de um tour pela França, a banda vendeu mais que 400 mil unidades.
Foram necessários quase três anos para Louise Attaque lançar seu segundo álbum - Comme On A Dit("Como se disse") - em Janeiro de 2000, novamente produzido por Gordon Gano. Cercado de grande expectativa dos fãs e da crítica, o álbum ainda lembrava o agora famoso som característico do Louise Attaque, mas era mais sombrio que o primeiro álbum, e consequentemente foi menos tocado nas rádios. Ainda assim, foram vendidas 700 mil cópias na França. Em 2001, depois de um  tour de cinco meses e apresentações em vários festivais de rock, os músicos se separaram, explicando que estavam temporariamente sem inspiração e cansados da pressão em torno deles.

### Da separação à reunião (2001-2005)

#### Tarmac & Ali Dragon
Louise Attaque realmente se cindiu em dois grupos. O vocalista Gaëtan Roussel e violinista Arnaud Samuel formaram o Tarmac, enquanto o baixista Robin Feix e baterista Alexandre Margraff formaram o Ali Dragon. O Tarmac (palavra que, em francês, designa o local de estacionamento de aviões) era voltado para explorar o máximo dos sons de intrumentos acústicos, enquanto Ali Dragon desenvolvia música experimental underground, apresentando jam sessions, principalmente electro e hip hop.

#### À Plus Tard Crocodile
Depois de dois anos seguindo caminhos separados, os quatro membros músicos se reuniram em 2003 para escrever algumas músicas, embora naquele momento não soubessem se divulgariam ou não as novas canções. Depois de gravar durante algumas semanas nos Estúdios Electric Lady, em Nova York, os Louise Attaque finalmente decidem lançar um terceiro álbum, sob a direção de Mark Plati - À Plus Tard Crocodile  -,  em 5 de Setembro de 2005. O título é uma tradução literal do inglês See you later, Alligator, expressão usada pelos músicos de jazz e blues americanos. É também o título de um dos maiores sucessos de  Bill Haley.
Com À Plus Tard Crocodile, um álbum mais leve e variado, a banda encontrou novamente o sucesso e faz uma longa excursão pelo exterior, incluindo Russia, Índia e América Latina.
Em novembro de 2006, o grupo lança um DVD Live e organiza um festival em Bercy com os grupos Têtes Raides e Violent Femmes.

### Nova pausa (2007-?)
O ano de 2007 deveria ser dedicado à elaboração de um quarto álbum, mas o grupo decide fazer mais uma pausa (se temporária ou definitiva, não se sabe) e cada um deles parte para outros projetos.
Gaëtan Roussel participou da produção de um novo álbum do compositor francês Alain Bashung, Bleu pétrole, em 2008. No mesmo ano compôs a música do filme Louise Michel, de Gustave de Kervern et Benoît Delépine, uma comédia de humor negro que homenageia a mesma personagem que inspirou Louise Attaque.
Robin Feix e Gaëtan Roussel produziram o último álbum do grupo francês Tétard, denominado Faudra Faire Avec.
Robin Feix formou com Anna Berthe, cantora do grupo Tétard, o duo Poney Express, cujo primeiro álbum saiu em 31 de março de 2008.
Arnaud Samuel toca seu violino no primeiro álbum do senegalês Ben'Bop, além de ser coprodutor do disco. Também toca violino e guitarra no novo disco do grupo de rock francês Déportivo, lançado em 22 de outubro de 2007.

## Discografia
- Louise Attaque (1997)
- Comme On A Dit (2000)
- A Plus Tard Crocodile (2005)
- En concert - Y'a t'il quelqu'un ici  (2006)